# Петропавловский, Сергей Дмитриевич
Сергей Дмитриевич Петропавловский (1886 — 7 мая 1942, Казань) — советский партийный деятель, историк, ответственный секретарь Крымского областного комитета РКП(б).

## Биография
Родился в 1886 году.
Учился в Институте инженеров путей сообщения; в 1904 году стал членом РСДРП(б); 14 ноября 1907 года женился на слушательнице медицинского института Антонине Константиновне Соловьёвой.
В советское время находился на ответственной партийной работе: 7 августа 1925 — 30 августа 1927 года — ответственный секретарь Крымского областного комитета РКП(б).
В 1935—1938 годах — учёный секретарь Отделения технических наук Академии наук СССР; референт президента Академии наук СССР В. Л. Комарова.
С апреля 1938 года — исполняющий обязанности старшего научного сотрудника Института истории Академии наук СССР, секретарь партийного бюро ВКП(б) Института истории АН СССР.
Умер от ранений во время Великой Отечественной войны 7 мая 1942 года в военном эвакогоспитале № 1311 в городе Казань и похоронен на Арском кладбище .